# Eurema puella
Eurema puella – gatunek motyla z rodziny bielinkowatych i podrodziny Coliadinae.

## Taksonomia
Gatunek ten opisany został po raz pierwszy w 1832 roku przez Jean Baptiste’a Boisduvala pod nazwą Xanthidia puella. Później przeniesiony został do rodzaju Terias. Oba te rodzaje ostatecznie zsynonimizowano z Eurema. W 2004 roku W. John Tennent proponował podział tego gatunku na trzy podgatunki: 
- Eurema puella brandti Tennent, 2004
- Eurema puella misima Tennent, 2004
- Eurema puella puella (Boisduval, 1832)

## Morfologia
Obie płcie osiągają średnio 35 mm rozpiętości skrzydeł. Wierzch skrzydła przedniego u samca ma tło pomarańczowożółte, u samicy zaś białe, u obu płci z ciemnobrązowo obwiedzioną krawędzią kostalną i bardzo szeroką ciemnobrązową przepaską terminalną. Spód skrzydła przedniego u obu płci jest pomarańczowożółty z tak samo szeroką brązową przepaską terminalną. Skrzydło tylne u obu płci i z obu stron jest pomarańczowożółte z bardzo szeroką, brązową przepaską terminalną.

## Ekologia i występowanie
Owad ten zasiedla nizinne równikowe lasy deszczowe. Przypuszczalnie na świat przychodzi kilka pokoleń w ciągu roku. Postacie dorosłe spotykane są we wszystkich miesiącach. Latają i przysiadają w piętrze podszytu, na wysokości od 1 do 2 metrów nad poziomem gruntu. Samce chętnie latają w nasłonecznionych partiach podszytu, przecinkach i poboczach leśnych duktów. Samice przelatują z części naświetlonych do zacienionych. Gąsienice są fitofagami żerującymi na Archidendron hirsutum i Ventilago ecorollata.
Gatunek rozprzestrzeniony w krainie australijskiej. Podawany z Wysp Aru, Nowej Gwinei, Woodlark i północno-wschodniej części należącego do australijskiego Queenslandu Półwyspu Jork.